# Бећари
Бећари (тур. голи синови ) су били Срби добровољци у Првом српском устанку, који су дошли из подручја насељених Србима у Аустрији и Турској. Названи су бећари јер нису имали породице и куће.
Служба им је била као код сталне војске са платом. Носили су народну одјећу а били су наоружани пушком, кубуром, ханџаром и ножем. Кориштени су као посада градова, за обезбјеђење граница и пратњу војвода.
По јунаштву су се истакли бећари Зеке Буљубаше, Хајдук-Вељка Петровића и Миленка Стојковића.
Приликом турског напада на Србију августа 1813, Турци под Али-пашом туку Србе под командом Милоша Обреновића на Равњу и Засавици. Да би омео брз турски продор ка Шапцу и обезбиједио повлачење српске војске, Зека Буљубаша врши јуриш са 150-200 бећара. У боју гину сви до посљедњег.